# Hồng Ngọc (ca sĩ)
Nguyễn Thị Hồng Ngọc (sinh ngày 6 tháng 8 năm 1978, thường được biết đến với nghệ danh Hồng Ngọc) là một nữ ca sĩ Việt Nam nổi tiếng bắt đầu từ cuối thập niên 90 đầu 2000 với chất giọng trầm khàn rất đặc trưng.

## Tiểu sử
Hồng Ngọc sinh ngày 6 tháng 8 năm 1978 tại huyện Bình Long, tỉnh Sông Bé (nay thuộc tỉnh Bình Phước). Hồng Ngọc là người con thứ tư trong một gia đình có 5 anh chị em. Bố của Hồng Ngọc, quê gốc Ninh Bình, là chủ của một ban nhạc nên ông đã truyền cảm hứng cho cô đến với con đường ca hát. Em trai của Hồng Ngọc là nam ca sĩ Khang Việt. Từ bé, 2 chị em Hồng Ngọc và Khang Việt đã tham gia rất nhiều hoạt động văn nghệ dù hoàn cảnh gia đình khá khó khăn.

## Sự nghiệp
Hồng Ngọc từng dự thi Tiếng hát Truyền hình Thành phố Hồ Chí Minh vào các năm 1996 và 1997 lần lượt đạt giải 4 và 3. Tuy nhiên sự nghiệp của Hồng Ngọc chỉ bắt đầu tỏa sáng vào năm 1998 với ca khúc "Mắt Nai Cha Cha Cha" của nhạc sĩ Sỹ Luân. Ca khúc với giai điệu sôi động cùng giọng hát mạnh mẽ, khỏe khoắn của Hồng Ngọc đã nhanh chóng được nhiều khán giả, đặc biệt là các bạn trẻ yêu thích. Năm 1998, Chính vì thế, "Mắt nai Cha Cha Cha" cũng là tên gọi thân mật mà khán giả đặt cho Hồng Ngọc.
Sau đó, Hồng Ngọc kết hợp cùng nam ca sĩ Đàm Vĩnh Hưng và làm nên một đôi song ca ăn ý suốt một thời gian dài với các ca khúc như "Vùng trời bình yên", "Đường xa ướt mưa", "Như đã dấu yêu",...
Vào khoảng đầu những năm thập niên 2000, Hồng Ngọc trung thành với phong cách trẻ trung, năng động, có phần quậy phá, hầm hố. Tuy nhiên vào những năm gần đây, Hồng Ngọc đằm thắm và dịu dàng hơn rất nhiều so với ngày trước.

## Album đã phát hành
- Mắt nai cha cha cha (VTV1) (2000)
- Tâm hồn tình yêu (VTV1) (2000)
- Trái tim bé bỏng (VTV2) (2003)
- Một thoáng hương tình (VTV3) (2004)
- Em về (VTV4) (2005)
- Hồng Ngọc 2007 (VTV5) (2007)
- Mặt trái tình yêu (VTV6) (2008)
- Vết thương cuối cùng (VTV7) (2009)
- Quá khứ (VTV8) (2009)
- Lời khó nói (VTV9) (2011)

## Giải thưởng
- Giải A Tiếng hát Hoa phượng đỏ tỉnh Sông Bé (cũ) ba năm 1991, 1992, 1993.
- Giải 4 Tiếng hát Truyền hình Thành phố Hồ Chí Minh năm 1996.
- Giải 3 Tiếng hát Truyền hình Thành phố Hồ Chí Minh năm 1997.
- Giải New singer châu Á năm 1999.
- Top 10 ca sĩ được yêu thích nhất Làn Sóng Xanh năm 2004.[3]

## Đời sống
Hồng Ngọc từng kết hôn với nhạc sĩ Minh Nhiên vào năm 2002 nhưng sau đó họ đã ly dị trong sự tiếc nuối của nhiều khán giả. Sau đó cô đã lấy chồng thứ hai là Thomas Nguyễn và sang Mỹ định cư, hiện cô có ba người con 2 trai và 1 gái.